# 索尼NEX-5N
索尼 NEX-5N是索尼于2011年4月发布的一款α品牌電子式取景可換鏡頭相機。作为NEX-5/NEX-5C的升级产品，在外观上NEX-5N与前两者的整体保持一致。NEX-5N在NEX-5的基础之上加入了显示屏的触控功能。